# Công chúa Sara bint Al Faisal
Công chúa Sara bint Al Faisal của Jordan (sinh ngày 27 tháng 03 năm 1997) là con gái Hoàng tử Feisal bin Al Hussein và Công nương Alia Tabba, cô là cháu gái của vua Abdullah II của Jordan. Sara là em gái của công chúa Ayah bint Al Faisal và hoàng tử Omar bin Al Faisal, và là chị em sinh đôi với công chúa Aisha bint Al Faisal.